# 本山遥
本山 遥（もとやま はるか、1999年6月5日 - ）は、兵庫県西宮市出身のプロサッカー選手。Jリーグ・ファジアーノ岡山所属。ポジションはディフェンダー（DF）。

## 略歴
中学・高校時代はヴィッセル神戸のアカデミーに在籍していた（U-18の同期に坪井湧也、前川智敬、佐々木大樹がいる）。しかしトップチームに昇格することはできず、高校卒業後は関西学院大学に進学（同期に山見大登、渡邉英祐、臼井貫太）。同大サッカー部では4年次に主将を務め、6年ぶりの関西学生サッカーリーグ1部優勝に大きく貢献した。2021年6月、2022年シーズンからのファジアーノ岡山加入内定が発表された。
2022年2月20日、J2リーグ開幕戦のヴァンフォーレ甲府戦でスタメン出場し、プロデビューを飾った。
2024年、J1昇格プレーオフで準決勝のモンテディオ山形戦、決勝のベガルタ仙台戦でともにゴールを決めて岡山の初のJ1昇格に大きく貢献した。
2025年、アカデミーで育ったヴィッセル神戸に完全移籍したが試合出場はFUJIFILM SUPER CUP 2025とACLE2024/25リーグステージ各1試合ずつに先発したのみでJ1リーグ戦での出場機会はなく、同年6月10日、期限付き移籍で岡山へ復帰した。

## 所属クラブ
- 西宮サッカースクール（西宮市立瓦林小学校）
- 2012年 - 2014年 ヴィッセル神戸U-15
- 2015年 - 2017年 ヴィッセル神戸U-18（啓明学院高等学校）
- 2018年 - 2021年 関西学院大学体育会サッカー部
- 2022年 - 2024年  ファジアーノ岡山
- 2025年 -  ヴィッセル神戸
  - 2025年6月 -  ファジアーノ岡山（期限付き移籍）

## 個人成績
| 国内大会個人成績 | 国内大会個人成績 | 国内大会個人成績 | 国内大会個人成績 | 国内大会個人成績 | 国内大会個人成績 | 国内大会個人成績 | 国内大会個人成績 | 国内大会個人成績 | 国内大会個人成績 | 国内大会個人成績 | 国内大会個人成績 |
| 年度             | クラブ           | 背番号           | リーグ           | リーグ戦         | リーグ戦         | リーグ杯         | リーグ杯         | オープン杯       | オープン杯       | 期間通算         | 期間通算         |
| 年度             | クラブ           | 背番号           | リーグ           | 出場             | 得点             | 出場             | 得点             | 出場             | 得点             | 出場             | 得点             |
| 日本             | 日本             | 日本             | 日本             | リーグ戦         | リーグ戦         | リーグ杯         | リーグ杯         | 天皇杯           | 天皇杯           | 期間通算         | 期間通算         |
| ---------------- | ---------------- | ---------------- | ---------------- | ---------------- | ---------------- | ---------------- | ---------------- | ---------------- | ---------------- | ---------------- | ---------------- |
| 2019             | 関学大           | 18               | -                | -                | -                | -                | -                | 1                | 0                | 1                | 0                |
| 2021             | 関学大           | 5                | -                | -                | -                | -                | -                | 2                | 0                | 2                | 0                |
| 2022             | 岡山             | 26               | J2               | 38               | 1                | -                | -                | 0                | 0                | 38               | 1                |
| 2023             | 岡山             | 15               | J2               | 34               | 1                | -                | -                | 2                | 0                | 36               | 1                |
| 2024             | 岡山             | 15               | J2               | 25               | 1                | 2                | 0                | 0                | 0                | 27               | 1                |
| 2025             | 神戸             | 22               | J1               | 0                | 0                | 0                | 0                | 0                | 0                | 0                | 0                |
| 2025             | 岡山             | 26               | J1               |                  |                  |                  |                  |                  |                  |                  |                  |
| 通算             | 日本             | 日本             | J1               |                  |                  |                  |                  |                  |                  |                  |                  |
| 通算             | 日本             | 日本             | J2               | 97               | 3                | 2                | 0                | 2                | 0                | 101              | 3                |
| 通算             | 日本             | 日本             | 他               | -                | -                | -                | -                | 3                | 0                | 3                | 0                |
| 総通算           | 総通算           | 総通算           | 総通算           | 97               | 3                | 2                | 0                | 5                | 0                | 104              | 3                |

その他公式戦
- 2022年
  - J1参入プレーオフ：1試合0得点
- 2024年
  - J1昇格プレーオフ：2試合2得点

| 国際大会個人成績 | 国際大会個人成績 | 国際大会個人成績 | 国際大会個人成績 | 国際大会個人成績 |
| 年度             | クラブ           | 背番号           | 出場             | 得点             |
| AFC              | AFC              | AFC              | ACL              | ACL              |
| ---------------- | ---------------- | ---------------- | ---------------- | ---------------- |
| 2024-25          | 神戸             | 65               | 1                | 0                |
| 通算             | AFC              | AFC              | 1                | 0                |

## タイトル

### クラブ
関西学院大学体育会サッカー部
- 関西学生サッカーリーグ1部（2021年）

### 個人
- 関西学生サッカーリーグ1部・最優秀選手賞（2021年）[8]
- 関西学生サッカーリーグ1部・優秀選手賞（2021年）[8]
- 関西学生サッカーリーグ1部・ベストキャプテン賞（2021年）[8]